# Adobe Premiere Elements
Premiere Elements [pri-ˈmyer ˈe-lə-mənts] ist eine Videoschnittsoftware, die speziell für den Heimanwenderbereich zugeschnitten ist. Premiere Elements ist der kleinere Bruder von Adobe Premiere, von dem technisch viele Funktionen übernommen wurden. Premiere Elements hat jedoch eine andere Benutzeroberfläche, die die für Einsteiger interessanten Funktionen schnell auffindbar machen soll, ohne fortgeschrittenen Benutzern zu wenig Funktionen zu bieten. Die Software erfordert Windows 10 (Version 22H2) oder Windows 11 (Version 23H2); nur 64-Bit-Versionen; Windows 7 und Windows 8.1 werden nicht unterstützt.
Ähnliche Programme im Segment sind z. B. Magix Video deluxe, Pinnacle Studio, Corel VideoStudio etc.

## Funktionen
Zu den grundlegenden Funktionen gehören Videoschnitt (auch in HD), Audiobearbeitung, zahlreiche Videoeffekte, vielfältige Überblendungen, Effekte (z. B. für Farbkorrektur und Blue-/Greenscreen), die Möglichkeit zur Erstellung von DVD- oder Blu-Ray-Menüs (auch DVD-Authoring genannt) und andere nützliche Hilfsmittel wie die Erzeugung von Texten usw. Daneben kann die Software zahlreiche Videoformate wie zum Beispiel AVCHD, MPEG, MOV und AVI öffnen bzw. einlesen und auch in unterschiedlichen Videoformaten speichern.

## Benutzeroberfläche
Die Oberfläche des Programms ist an den Bedürfnissen von Videoschnitt-Einsteigern orientiert und besteht aus andockbaren Fenstern. Die wichtigsten sind:
- Monitor (Vorschau des bearbeiteten Films mit Buttons zum Abspielen und Anhalten sowie einem „Shuttle“ zum Vor- und Zurückspulen)
- Mein Projekt (Zeitbalken mit den in das Projekt eingefügten Audio- und Videoclips auf einer anpassbaren Anzahl an Audio- und Videospuren)
- Aufgaben (Fenster mit den Registerkarten „Organisieren“ (Einfügen von Videoclips in das Projekt), „Bearbeiten“ (Effekte, Überblendungen, Titeln und Cliparts), „Discmenüs“ (Einfügen von DVD- oder BD-Menüs) und „Freigeben“ (Speichern des Films), aus denen man Elemente im Drag’n'Drop-Verfahren auf das Fenster „Mein Projekt“ ziehen kann)

## Versionsgeschichte
- Adobe Premiere Elements 1.0 (freigegeben im September 2004) war hauptsächlich für Benutzer mit MiniDV-Camcordern gedacht, die aus ihren Aufnahmen DVDs erstellen wollten. Das Entwicklungsteam für diese erste Version arbeitete hauptsächlich in den Adobe-Niederlassungen in San José (Kalifornien), Arden Hills (Minnesota) und Noida (Indien).
- Mit Adobe Premiere Elements 2.0 (freigegeben im September 2005) erweiterte Adobe die Unterstützung von Videoformaten, um das Programm auch für Nutzer von Foto-Digitalkameras mit Videofunktion (MJPEG, MPEG-4 etc.), DVD-Camcorder (VOB) und Mobiltelefonen (3gp etc.) nutzbar zu machen. Im Gegensatz zur ersten Version arbeitete Version 2 nicht mit Prozessoren von AMD und einigen Intel-Prozessoren, die SSE2 nicht unterstützten.
- Mit Adobe Premiere Elements 3.0 (freigegeben im September 2006) erweiterte Adobe die Funktionen um HDV, Stop-Motion-Aufnahme, Audiokommentare, Vollbildvorschau und die Aufnahme von WDM-Geräten. Außerdem konnte man nun Videos direkt in Formaten für iPods und PSPs exportiert werden. Die später veröffentlichte Version 3.0.2 war erstmals mit Windows Vista kompatibel, allerdings nur mit der 32-Bit-Version.
- Seit Adobe Premiere Elements 4.0 (freigegeben im September 2007) gibt es die Möglichkeit, Videos zu stabilisieren und sie direkt aus dem Programm auf die Videoplattform YouTube hochzuladen. Zusätzlich enthielt diese Version mehr Videoüberblendungen und -effekte sowie einen Audio-Mixer wie in Premiere Pro. Die Benutzeroberfläche wurde leicht modifiziert.
- Bei Adobe Premiere Elements 7.0 (freigegeben im Oktober 2008) wurden die Versionsnummern 5 und 6 übersprungen, um die Version der von Photoshop Elements anzugleichen. Diese beiden Produkte wurden seitdem auch in einem Bundle-Paket verkauft. Die Version enthielt AVCHD-Unterstützung, einen automatischen Filmgenerator (wie SmartMovie in Pinnacle Studio oder Magic iMovie in Apples iMovie), einen vorinstallierten SmartSound-Generator (in den vorherigen Versionen musste dafür ein kostenloses Plug-in von der SmartSound-Webseite heruntergeladen werden), verbesserte Chroma-Key-Fähigkeiten und viele weitere Funktionen.
- Adobe Premiere Elements 8.0 (freigegeben im Oktober 2009) enthielt eine neue „Organisieren“-Ansicht sowie die Unterstützung von Windows 7, dessen Multi-Touch-Fähigkeiten und einige andere Funktionen.
- Adobe Premiere Elements 9.0 (freigegeben am 21. September 2010), diese Version, ist erstmals auch für macOS verfügbar. Das Design wurde leicht verändert und das Programm unterstützt nun 24p-Projekte.
- Adobe Premiere Elements 10.0 (freigegeben am 26. September 2011) enthält eine Funktion zur Freigabe bei YouTube und Facebook, für letzteres inklusive Tagging. Außerdem wurden die HD-Fähigkeiten verbessert.[2]
- Adobe Premiere Elements 11.0 (freigegeben im September 2012): verbesserte Benutzeroberfläche, neue Effekte, Vimeo-Upload.
- Adobe Premiere Elements 12.0 (freigegeben im September 2013): Verfolgen von Bewegungen, Schnitt-Assistent, neue Korrekturautomatiken zur Stabilisation und Farbkorrektur, Effekt-Spur-Funktionen[3]
- Adobe Premiere Elements 13.0 (freigegeben am 24. September 2014)
- Adobe Premiere Elements 14.0 (freigegeben im September 2015): Bearbeitung von Ultra HD Material
- Adobe Premiere Elements 15.0 (freigegeben im Oktober 2016)
- Adobe Premiere Elements 2018 (freigegeben im Oktober 2017): Action-Kamera-Aufnahmen korrigieren
- Adobe Premiere Elements 2019 (freigegeben im Oktober 2018): Automatische Kreationen auf Basis von Adobe Sensei
- Adobe Premiere Elements 2020 (freigegeben im Oktober 2019): Neues Werkzeug zur Reduktion von Bildrauschen, drei geführte Assistenten für Animationen, Unterstützung von HEIF-Fotos und HEVC-kodierten Videos[4]
- Adobe Premiere Elements 2021  (freigegeben im Oktober 2020): Objektauswahl für Effekte, Doppelbelichtungseffekte und animierte Masken